# Gougui Ehl Zemal
Gougui Ehl Zemal est une commune de Mauritanie située dans le département de Kobenni de la région de Hodh El Gharbi.